# Cattedrale dei Santi Pietro e Paolo (Ennis)
La cattedrale dei Santi Pietro e Paolo (in inglese: Cathedral of Saint Peter and Saint Paul) è la cattedrale cattolica di Ennis, in Irlanda, e sede della diocesi di Killaloe.

## Storia
Il sito della cattedrale è stato donato alla diocesi nel 1828 per la costruzione di una chiesa parrocchiale. I lavori di costruzione avanzarono lentamente e la chiesa ancora incompiuta fu aperta al culto nel 1842. La chiesa fu poi dedicata a San Pietro e San Paolo un anno dopo. La costruzione della chiesa subì un arresto durante la Grande Carestia, per proseguire con l'ultimazione degli interni, quindi la realizzazione della torre e della guglia, completate nel 1874.
Nel 1890 il vescovo di Killaloe Thomas J. McRedmond decise di trasferire la sede della diocesi ad Ennis e la chiesa parrocchiale divenne pro-cattedrale. Nel 1894 ebbe inizio una ristrutturazione dell'edificio con la realizzazione di un nuovo ingresso. Nel 1930 furono realizzati una nuova sacrestia e le stanze del capitolo, quindi venne installato l'attuale organo a canne. La cattedrale è stata chiusa per sei mesi nel 1973, per permettere modifiche agli spazi interni, conformemente alle nuove esigenze liturgiche poste in essere dal Concilio Vaticano II. L'organo a canne è stato ristrutturato nel 1985.
La pro-cattedrale è stata riconsacrata come cattedrale nel 1990. Dopo un incendio nel 1995, l'edificio è stato ricostruito e gli interni rinnovati, con opere realizzate alla fine del 1996.